# Ananio
Ananio (en griego antiguo, Ανάνιος [Anánios]) fue un poeta de la Antigua Grecia que vivió en el siglo VI a. C. del que solo se conservan escasos fragmentos. Su cronología viene dada porque uno de sus fragmentos cita a Pitermo de Teos, mientras Epicarmo cita uno de sus fragmentos, por tanto su vida se sitúa entre la de estos dos autores. Usó como metros el yambo normal, el coliambo o yambo cojo y el tetrámetro trocaico. Algunos autores le atribuyeron la invención del coliambo mientras otros se lo atribuían a Hiponacte, contemporáneo suyo.